# پتار نیکزیچ
پتار نیکزیچ (انگلیسی: Petar Nikezić؛ ۳ آوریل ۱۹۵۰ – ۱۹ ژوئیهٔ ۲۰۱۴) بازیکن فوتبال اهل یوگسلاوی بود.
از باشگاه‌هایی که در آن بازی کرده‌است می‌توان به باشگاه فوتبال اوسیک و باشگاه فوتبال وویوودینا اشاره کرد.
وی همچنین در تیم ملی فوتبال یوگسلاوی بازی کرده‌است.